# Arcata cieca
In architettura l'arcata cieca è un arco, generalmente appartenente ad una serie continua, sovrapposto ad una parete chiusa, come elemento decorativo.
In caso di dimensioni contenute si parla di arcatelle o di archetti, spesso disposti su mensole sporgenti e ugualmente ciechi.
L'arcata cieca fu molto in voga in epoca medievale, soprattutto nell'architettura romanica.
Gli esempi più celebri sono da ricercarsi nel Romanico pisano ed in particolare nel registro inferiore del Duomo, Battistero, Torre pendente e Camposanto monumentale di Pisa.

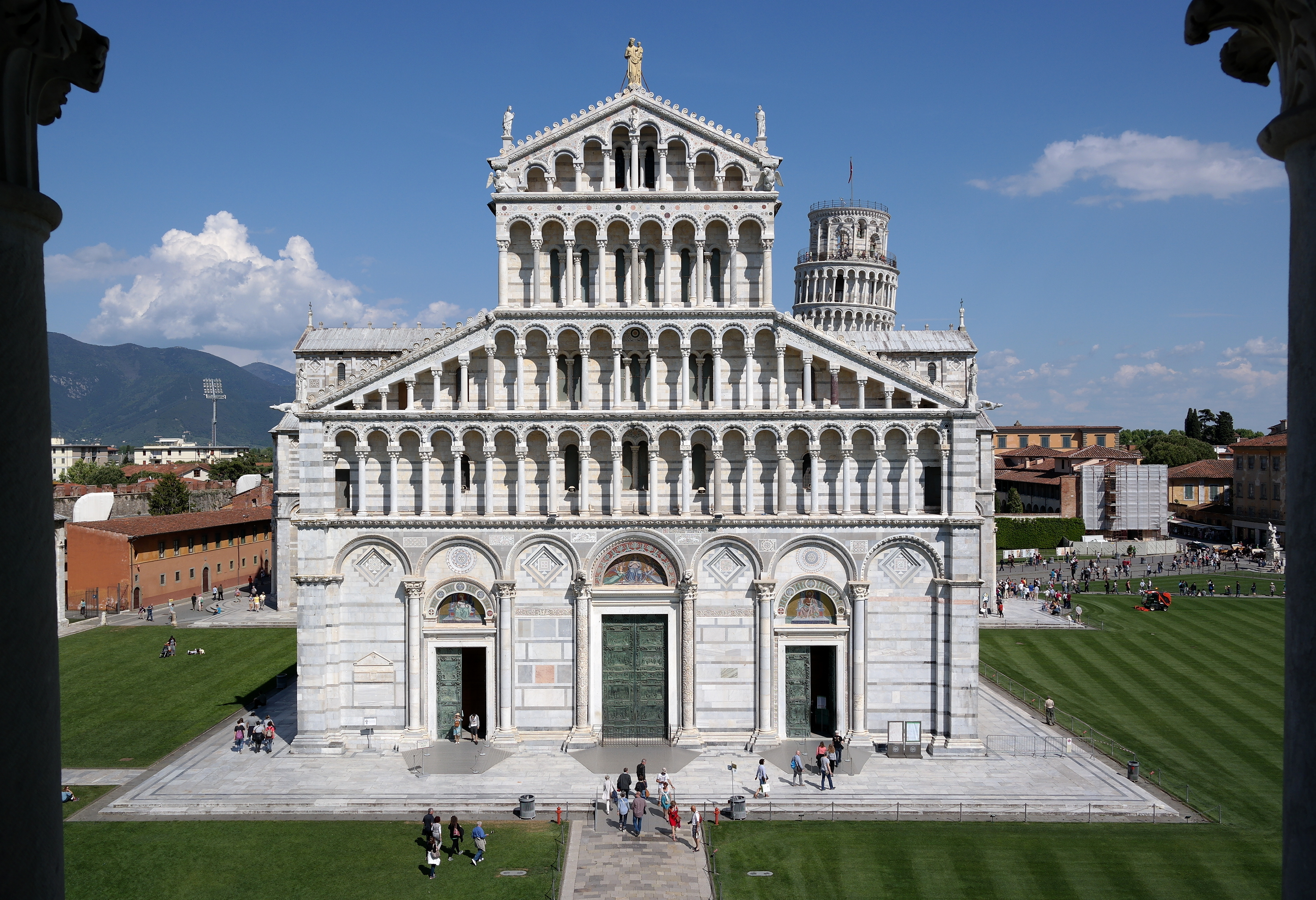
Arcate cieche nella parte inferiore del Duomo di Pisa
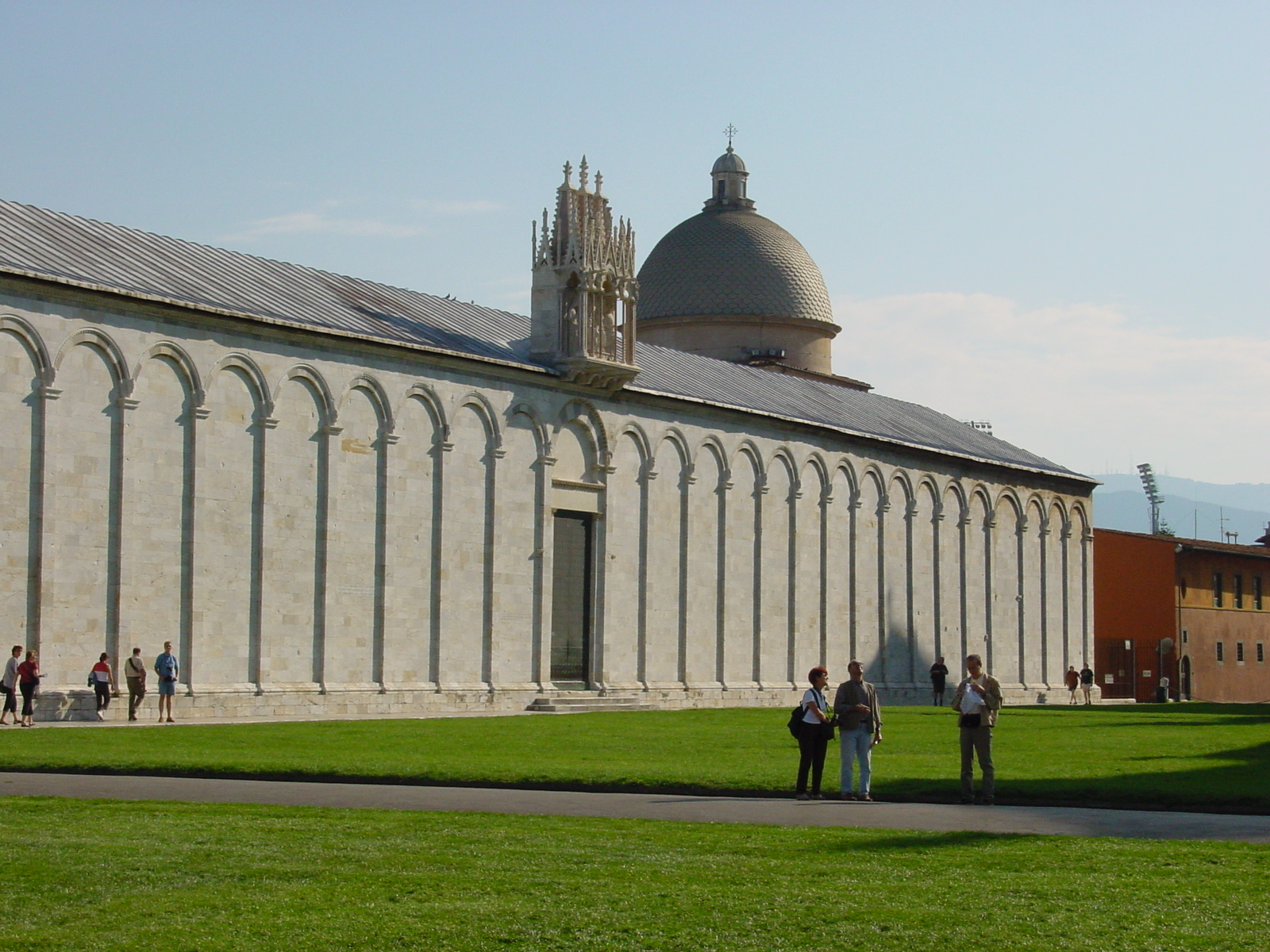
Arcate cieche nel Camposanto monumentale di Pisa
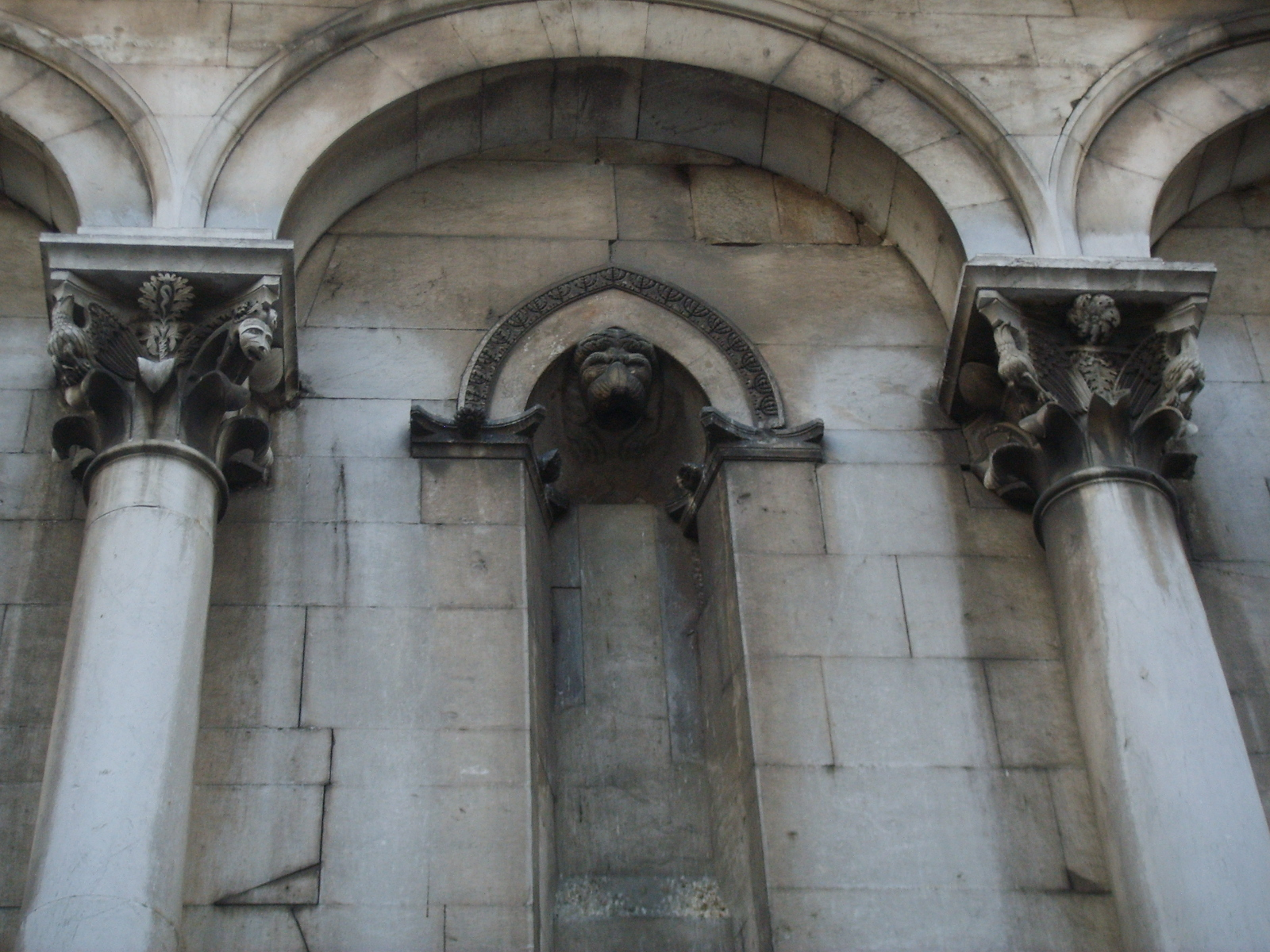
Dettaglio di un'arcata cieca in San Michele in Foro a Lucca
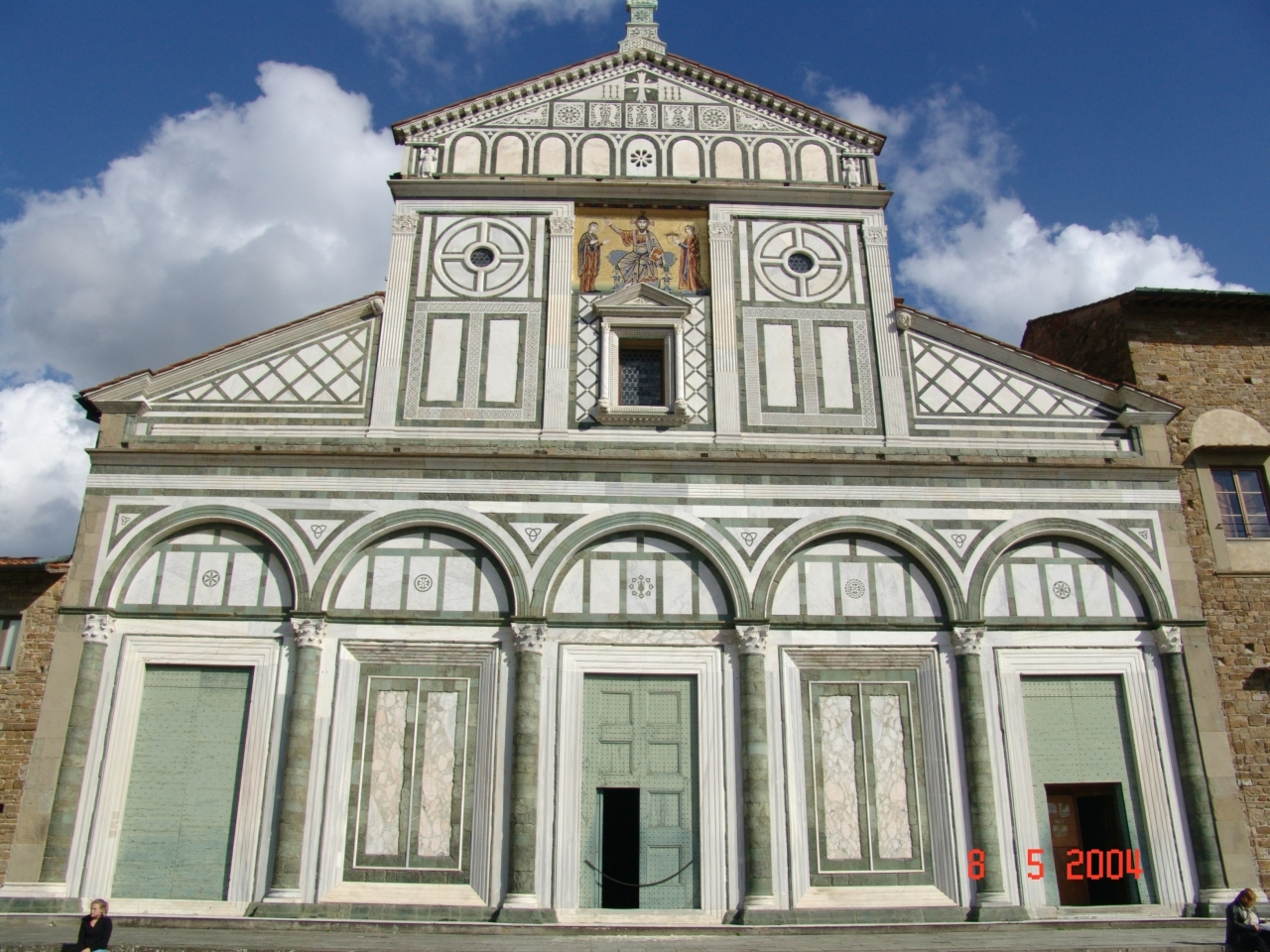
Basilica di San Miniato al Monte a Firenze